# Dècada del 1140

## Esdeveniments
- Segona Croada (1145–1149)

## Personatges destacats
- Celestí II, papa.
- Luci II, papa.
- Eugeni III, papa.
- Bernat de Claravall, monjo i reformador francès fundador de l'orde monàstic cistercenc.